# Nena (álbum de Nena)
Nena es el primer álbum de estudio de la banda homónima Nena, publicado el 14 de enero a través de la discográfica CBS Records.

## Sencillos
- «Nur Geträumt»

Es el primer sencillo del álbum, además de ser el leadsingle, obtuvo mucho éxito en Alemania, donde consiguió llegar al número uno de la lista GfK Entertainment Charts. Convirtiéndose en la primera entrada en lista de la banda en la lista, y el primer número uno.
- «99 Luftballons»

Es el segundo sencillo del álbum, y el más exitoso de todos, la canción tuvo mucha fama, pero no fue hasta 1984 cuando se publicó el recopilatorio 99 Luftballons (1984) cuando recibió mucha fama, además de conseguir aparecer en muchas listas internacionales, como las del Reino Unido, Alemania, Australia o Estados Unidos. La canción fue escrita por Carlo Karges y la música por Uwe Fahrenkrog-Petersen. En la semana 10 de diciembre de 1983, la canción consiguió aparecer en el número 74 de la lista, visto a la alta promoción que el recopilatorio tuvo internacionalmente. en su 11º semana, la canción consiguió saltar del 12 al 4, siendo el primer top 10 de un grupo alemán, en conseguir dicho top en la lista. La canción consiguió subir al número 2 en su semana 13 siendo la posición más alta recibida por un grupo alemán en la historia del Billboard Hot 100, la canción estuvo una semana en dicha posición, hasta que «Girls Just Want to Have Fun» de Cyndi Lauper consiguió desbancar a «99 Luftballons», que hizo que bajara al número 3.

## Recepción

### Comercial

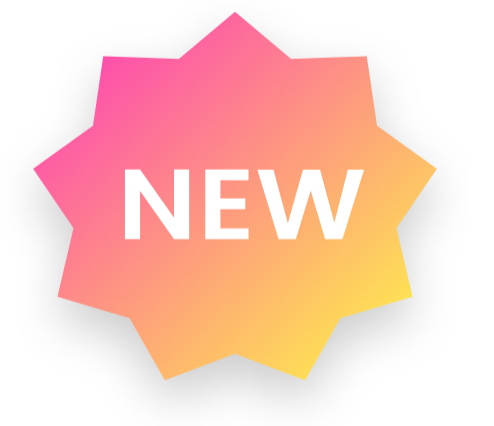
En el Reino Unido, el álbum consiguió aparecer en el número 31, siendo esa su mejor posición en dicha lista

El álbum fue publicado el 14 de enero de 1981, pero no fue hasta 1984 donde consiguió aparecer en las listas internacionales, como las del Reino Unido concretamente UK Albums Chart, donde consiguió aparecer en el 31 de la lista, aunque esa fue su mejor posición, consiguió estar 5 semanas más en la lista de los álbumes más vendidos del Reino Unido. En Estados Unidos, a pesar de la fama que obtuvo «99 Luftballons», solamente consiguió aparecer en lista el recopilatorio de mismo nombre, por lo que el álbum en general se volvió a considerar un fracaso comercial.

### Crítica
Alan Severa de AllMusic opinó :

Allmusic le dio 4 sobre 5 Estrellas al álbum

“El primer álbum de Nena se lanzó a principios de 1981 y se convirtió en la sensación dominante de la escena musical de Alemania Occidental durante todo el año. Comenzando con el exitoso single debut de 1982 «Nur Geträumt», Nena llegó a un período muy distinto de la historia del pop alemán, el período de la llamada Neue Deutsche Welle o NDW, la nueva ola alemana. Sin embargo, para 1982, la nueva ola de música alemana había sido diluida por varios saltadores del carro que transformaron la atmósfera cargada de tensión y fatalidad de la música de las nuevas bandas de onda de finales de los años 70 en un pop optimista de sintetizadores con jokey, irónico e incluso Letras románticas.
Nena fue inmediatamente encasillada como un acto de NDW, pero ella y su banda eran de hecho una propuesta más única: un grupo de músicos con un fuerte conocimiento intuitivo de las fórmulas clásicas de pop y rock. Los cinco miembros contribuyeron a la composición, con Carlo Karges y Uwe Fahrenkrog-Petersen que proporcionan el núcleo esencial del repertorio. Llegaron a la escena con su propia visión musical completamente formada y segura. El sonido de la banda de Nena no tenía nada que ver con las estructuras depuradas típicas de la música new wave real. Incluso el uso del sonido de sintetizador de entonces en la moda (que actúa como el sonido instrumental principal en todo el álbum) se incorporó firmemente en la unidad general básica orientada al pop pop de una formación clásica de hard rock. La producción prístina y el toque único de una influencia pop melódica leve pero característica de los primeros años de la década de los sesenta (incluida la inclinación hacia imágenes esencialmente románticas en las letras) fueron una cosa que hizo que la música fuera especial. El otro factor fue la propia Nena Kerner. Su estilo vocal, que recuerda mucho a Connie Francis de principios de la década de los 60, y la emoción generada por su personalidad, a su vez dulce o de mal humor, se mostraron cautivadores.
Sin embargo, ella siempre insistió en que se veía a sí misma como un miembro de la banda y no como su líder. El clásico atractivo de la música de la banda lo llevó a tal nivel de éxito que prácticamente enterró todo el movimiento de NDW en 1985. El álbum aún es considerado como un clásico insuperable de la historia del pop alemán, aunque más tarde Nena Los álbumes no se quedan atrás en cuanto a calidad. El segundo sencillo, «99 Luftballons», una fábula de guerra nuclear provocada por un montón de globos en el cielo que se confunden en el radar con un ataque de misiles preventivo, se convirtió en el número uno en los EE. UU. A nivel mundial a principios de 1984.”

## Lista de Canciones
| N.º | Título         | Duración |  |
| 1.  | «Kino»         | 2:43     |  |
| 2.  | «Indianer»     | 3:16     |  |
| 3.  | «Vollmod»      |          |  |
| 4.  | «Nur Getraümt» |          |  |

## Posicionamiento en listas
| País        | Lista                   | Mejor posición |
| ----------- | ----------------------- | -------------- |
| Alemania    | GFK Entertainment Chart | 1              |
| Austria     | IFPI                    | 1              |
| Reino Unido | UK Singles Chart        | 31             |

## Créditos
- Nena Kerner
- Jörn-Uwe Fahrenkrog-Petersen
- Carlos Karges
- Jürgen Dehmel
- Rolf Brendel